# EMD SD70シリーズディーゼル機関車
EMD SD70は、アメリカのGM-EMDが1992年より製造を開始した6動軸の電気式ディーゼル機関車である。車体形状はフード・ユニットであり、軸配置は3軸台車のC-C形。バリエーションを含めて製造台数は4,000両を超えている。
SD70ACeまたはSD70M-2に更新されたSD70は、台車をHT-C形から自己操舵式のHTCR形台車に変更している。両形式の発表時には、より安価な、自己操舵機能のない新型のボルスタレス台車であるHTSC形台車を標準装備とし、自己操舵台車はオプションとしていた。自己操舵台車は現在、HTCR-4形となっている。

## 解説
全車ともV型16気筒の710-G3型ディーゼルエンジンと交流発電機を搭載している。しかし、駆動用モーターはSD70/70I/70M/70M-2においては直流モーターを、SD70MAC/70ACeにおいては交流モーターを装備している。また、同じ形式でも、納入先により多少の仕様の差異があるものもある。

### SD70

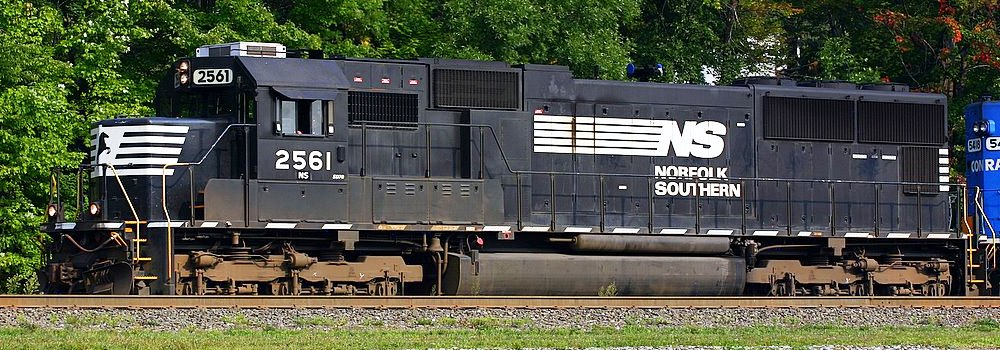
ノーフォーク・サザン鉄道塗装のSD70。

SD60等、従来の機関車ではショートフード（短い側のフード）の幅が狭いスタンダード・キャブまたはスパルタン・キャブと呼ばれる外観であったが、本形式からは幅の広いコンフォート・キャブとした。
主電動機は直流電動機を使用し、インバータにより制御している。120両が製造され、ノーフォーク・サザン鉄道(NS)、コンレール、イリノイ・セントラル鉄道(IC)、そしてサザン・ペルー・カッパー(SPC)に納入された。コンレールは1999年の分割で路線の約半数がNSに吸収され、本形式は24両全車がNSに承継された。
EMDのカナダ・オンタリオ州ロンドン工場でのスタンダードキャブタイプの製造は1994年で終了した。コンレール用の24両はペンシルベニア州アルトゥーナのジュニアータ工場で、IC用とSPC用はスーパー・スチール・スケネクタディで組み立てられた。現在もほぼすべてのSD70がNSと、ICを買収したカナディアン・ナショナル鉄道(CR)で使用されている。
- 車両番号：NS 2501-2556[1]、2557-2580 (コンレールより)、IC 1000-1039 (IC 1006、1013、1014、1023は廃車済)

### SD70M

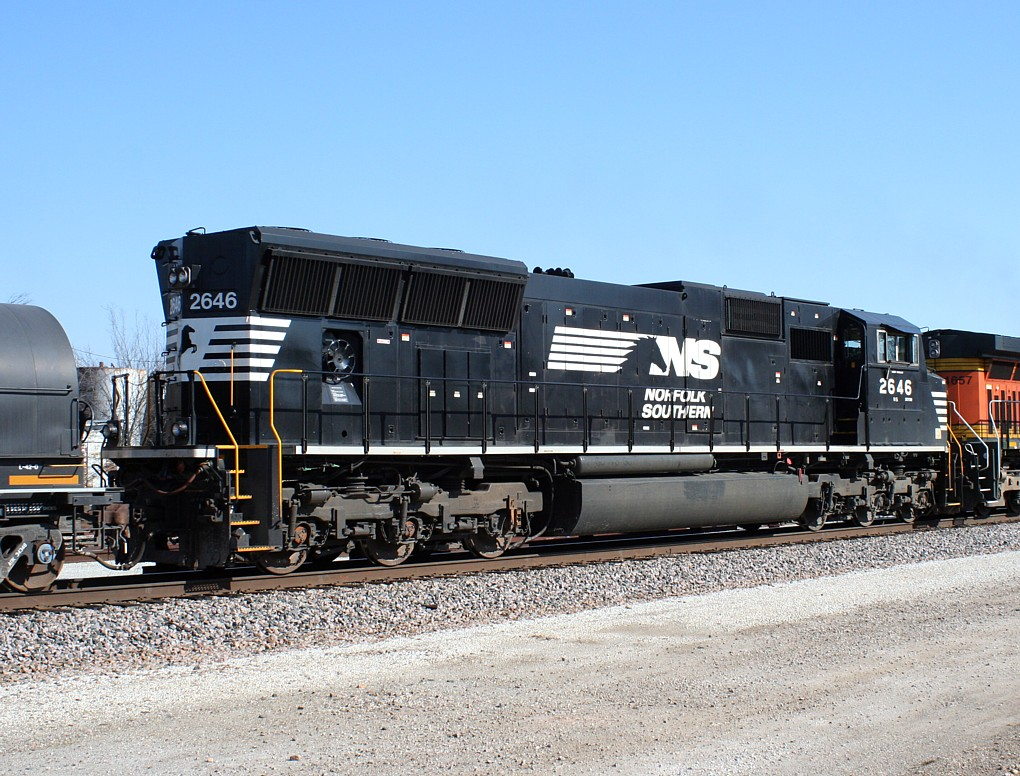
ノーフォーク・サザン鉄道のSD70Mのロングフード側。車端部の逆三角形の天井がある部分はダイナミックブレーキ(発電ブレーキ)の抵抗器がある部分である。

SD70Mは、出力4,000馬力(2,980kW)のディーゼル機関車である。主電動機はSD70と同様に直流電動機である。UP、SP(現UP)、CSX等に納入された。
本形式はショートフードの幅が広く、運転室が大きいコンフォートキャブ(公式には北米セーフティキャブという)タイプである。運転室のデザインには2タイプあり、フェーズ1はSD60Mで採用され、SD80MAC、SD90MACに引き継がれた形状、フェーズ2は角張ったデザインでSD60Mの初期形の車両に見られる正面3枚窓に端を発するものである。
2000年半ばから、エンジンの冷却回路とターボチャージャーの冷却回路を分割するために、大きなラジエターコアを使用できるフレア形ラジエターを採用した。このラジエターにも2種類あり、初期のものはラジエターパネルが各側2パネル、後期のものは同四角い4パネルとなった。これは、EPAの排出ガス規制Tier1に対応するためのものである。
SD70Mは2004年までに合計1,646両が製造され、以降の製造は翌2005年より実施の排出ガス規制Tier2に対応するSD70M-2に移行した。
SD70Mはアメリカ合衆国国外へも輸出され、現在でもカタログに「4,300馬力の機関車」として掲載されている。ベネズエラ国営企業(CVG)のフェロミネラ・オリノコは6両を購入。ブラジルの資源開発企業、バーレ(CVRD)は27両をカラハスでの鉄鉱石運搬に使用している。バーレは1600mm軌間の鉄道で、専用に拡大したHTSC2形台車を装備している。
- 車両番号：UP 2001-2002、3778-5231 (4687は使用停止)、EMD 7000-7024(現CSXT 4675-4699)、NS 2581-2648

### SD70I
SD70IはSD70Mの運転室をウイスパーキャブタイプにしたものである。ウイゥパーキャブとは、運転室のユニットをフレームに直接マウントせずにゴムのガスケットを介して取り付けたもので、運転室内の騒音と振動が低減されている。フードとの接続部にはシームが見える。とくにショートフードを輪切りにする位置にあるシームはよく目立つ。
26両が製造され、すべてCRに納入された。ウイスパーキャブはSD70MACほかでも採用されている。
- 車両番号：CN 5600-5625

### SD70MAC

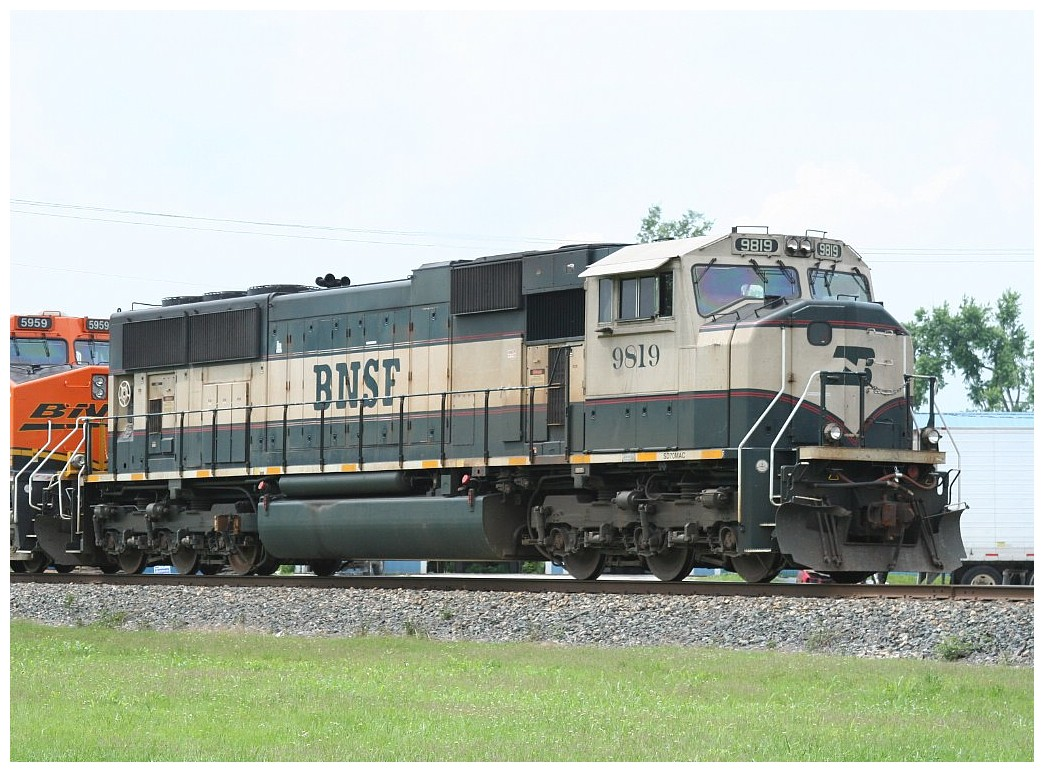
BNSF鉄道のSD70MAC。

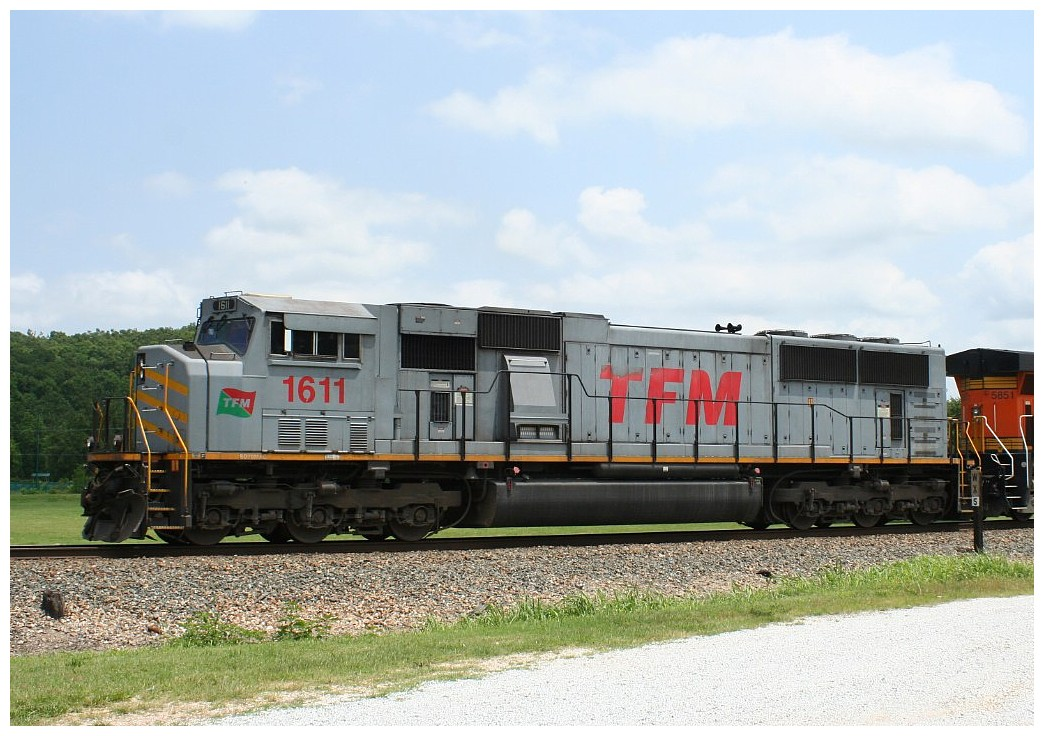
TFMのSD70MAC。

SD70MACは単に「Mac」あるいは「Mac70」とも呼ばれ、SD70MやSD70Iによく似た外観を持っている。ウイスパーキャブもオプションで用意されている。前述の形式との大きな違いは、主電動機に交流電動機を使用していることである。直流電動機よりも構造が単純で信頼性が高いが、高価な周波数変調用インバータを必要とした。
SD70MACの多くは4,000馬力(2,980kW)の出力を持つが、後期に製造されたものは4,300馬力(3,210kW)であり、フレア形ラジエターを装備する。一部には旅客列車暖房・電源用の発電システムを搭載する。
1,500両以上が製造され、バーリントン・ノーザン鉄道(BN。現BNSF鉄道)、コンレール（後にCSXが承継）、CSX、カンザス・シティ・サザン鉄道(KCS)およびカンザス・シティ・サザン・ド・メキシコ(KCSMまたはTFM)、アラスカ鉄道に納入された。
EPAの規制により既に製造は終了しており、後継車種のSD70ACeに移行している。
- 車両番号：ARR 4001-4016、4317-4324、BNSF 8800-8989 (8876 は使用停止)、9400-9499 (BNより)、9504-9999、CSXT 4500-4574、4575-4589 (コンレールより)、4701-4830、TFM 1600-1674[2]

### SD70ACe

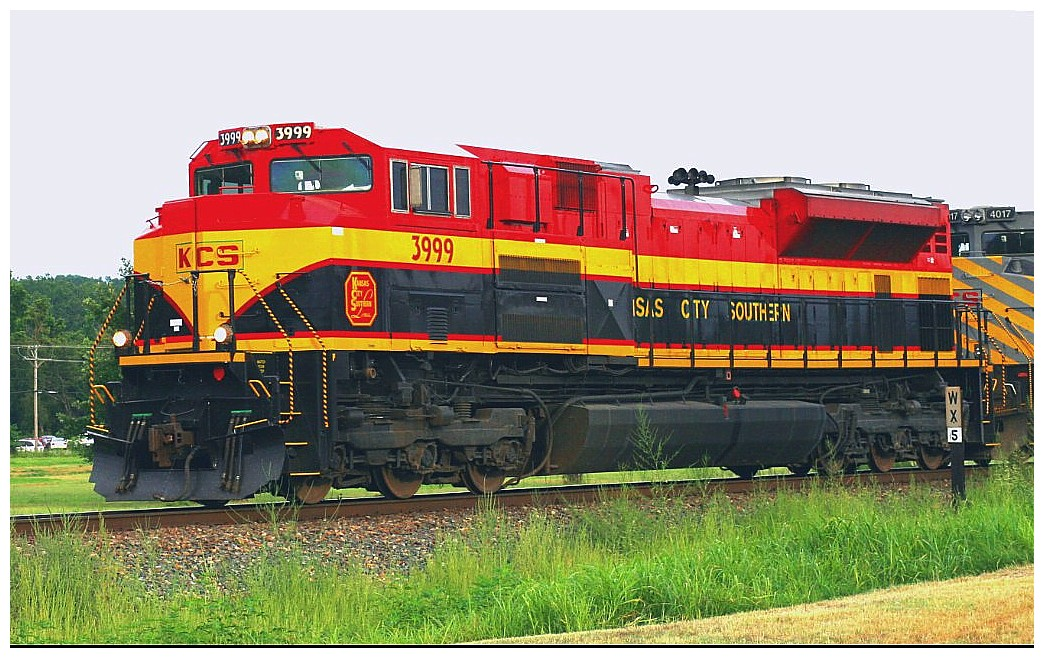
カンザス・シティ・サザン鉄道のSD70ACe。

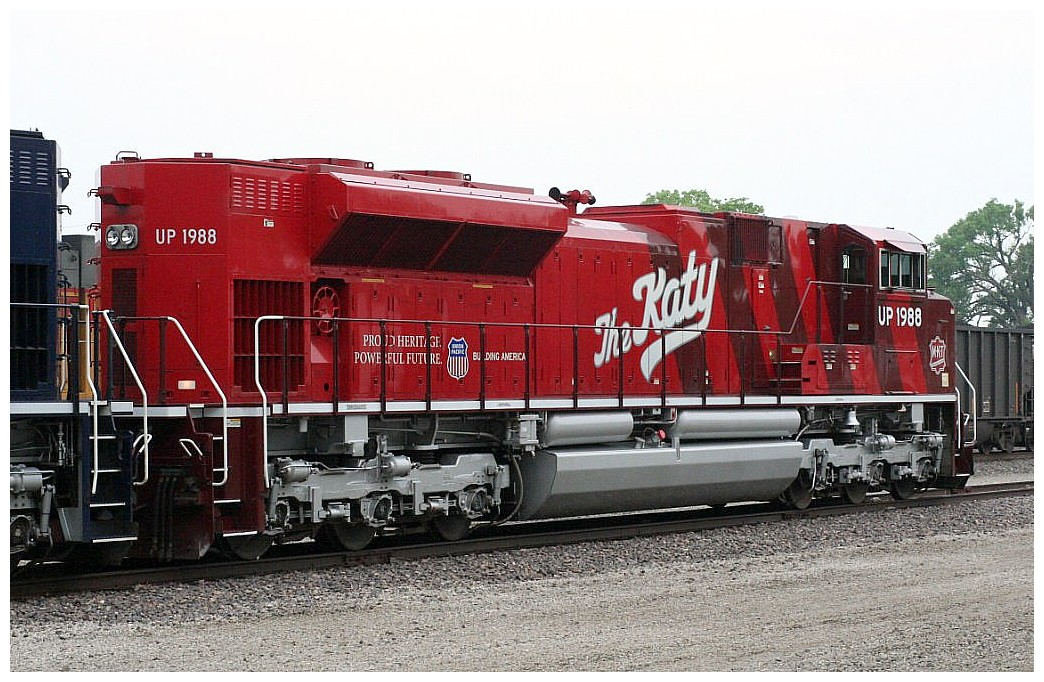
UPのSD70ACeのロングフード側。ラジエターの張り出しの大きさがよくわかる。

SD70ACeは、SD70MACをEPAの排出ガス規制に対応させた機種である。出力は4,300馬力である。ラジエターの幅はほぼ運転室と同じまで拡大され、SD80MACやSD90MACのようにも見える。前頭部（ショートフード）もより角張った形状に変更された。ケーブルやブレーキホースはフード脇のランボードの下に配置されるようになり、点検が容易になった。
2005年に185両が製造され、BNSF、CSX、フェロメックス、KCS、モンタナ・レール・リンク、フェロミネラ・オリノコ、UPに納入された。
本形式も輸出され、2004年にはオーストラリアのBHPビリトンが鉄鉱石輸送のために14両のSD70ACe/lcを発注した。形式名のlcとは「Low Clearance」つまり鉱山の中での車両限界の小ささに対応したものである。BHPはさらに10両を追加発注した。この10両は新型のウイスパーキャブを装備する2007年には、さらに13両の追加注文を受け、2009年初頭に納入の予定である。。
UPには6両のユニークな「ヘリテイジ塗装」(古い塗装パターンを再現したもの)が施された車両があった。1989号は現在UPの一部となっているデンバー・アンド・リオグランデ・ウェスタン鉄道の塗装に、1995号はシカゴ・アンド・ノース・ウェスタン鉄道の塗装になるなどしている。塗装はウイスコンシン州ホリコンで行われた。また2005年10月、UPの8423号が4141号に改番され、エアフォースワンをイメージした塗装となった。もともと4141号を付番されていたSD70Mも改番された。
- 車両番号：BNSF 9130-9329(配備中) 9330-9399、CSXT 4831-4850、FXE 4000-4019、KCS 3997-3999(EMDのデモンストレーターより)、4000-4029、4030-4059、4060-4129、MRL 4300-4315、UP 1982、1983、1988、1989、1995、1995 (ヘリテイジ塗装)、4141 (エアフォースワン塗装)、8309-8423、8424-8523、8524-8623(実は8521-8620である。8521-8523は3回繰り返されている)

### SD70M-2

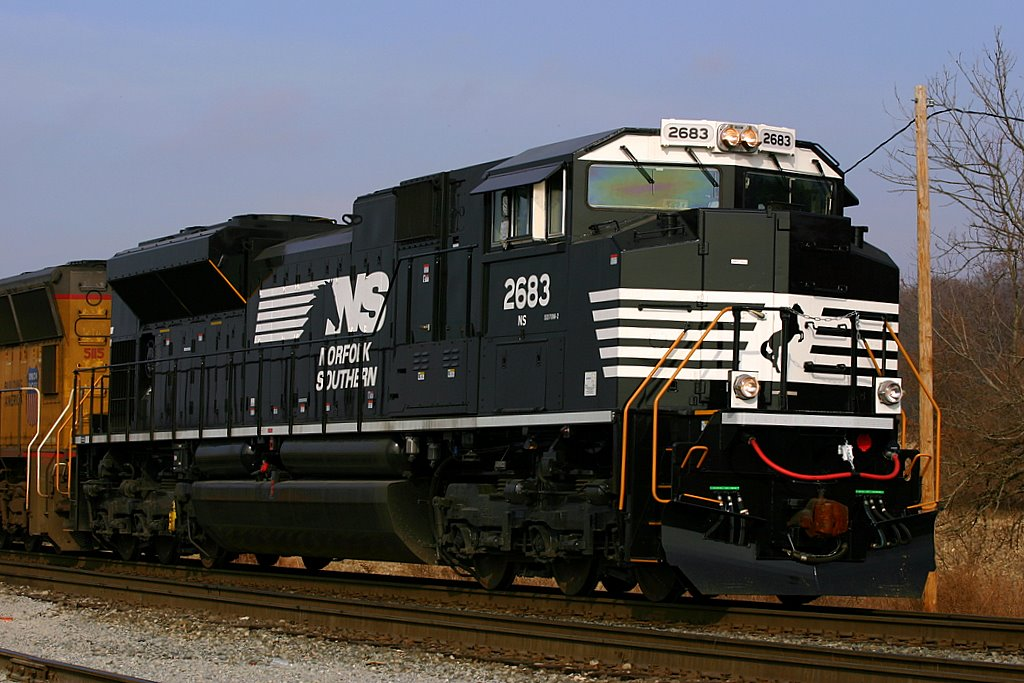
NSの2683号。

SD70M-2はSD70ACeの駆動用モーターを直流モーターにした仕様である。出力は同じく4,300馬力。2007年に180両が製造され、NS、CITファイナンシャル、CRN、フロリダ・イースト・コースト鉄道(FEC)に納入された。
- 車両番号：CITX 140-142、CN 8000-8024 and 8800-8849、FEC 100-103、NS 2649-2778、

## 新製時の所有者
| 事業者                                       | SD70 | SD70I | SD70M | SD70MAC | SD70M-2 | SD70ACe |
| -------------------------------------------- | ---- | ----- | ----- | ------- | ------- | ------- |
| アラスカ鉄道                                 | -    | -     | -     | 28      | -       | -       |
| BHPビリトン                                  | -    | -     | -     | -       | -       | 24      |
| BNSF鉄道                                     | -    | -     | -     | 594     | -       | 270     |
| バーリントン・ノーザン鉄道                   | -    | -     | -     | 315     | -       | -       |
| CITファイナンシャル(CITX)                    | -    | -     | -     | -       | 3       | -       |
| CSXトランスポーテーション                    | -    | -     | 25    | 245     | -       | 20      |
| フェロミネラ・オリノコ                       | -    | -     | 6     | -       | -       | -       |
| カナディアン・ナショナル鉄道                 | -    | 26    | -     | -       | 75      | -       |
| バーレ                                       | -    | -     | 27    | -       | -       | -       |
| コンレール                                   | 24   | -     | -     | 15      | -       | -       |
| EMD                                          | -    | -     | 25    | -       | 3       | 4       |
| フェロメックス                               | -    | -     | -     | -       | -       | 20      |
| フロリダ・イースト・コースト鉄道             | -    | -     | -     | -       | 4       | -       |
| イリノイ・セントラル鉄道                     | 40   | -     | -     | -       | -       | -       |
| カンザス・シティ・サザン鉄道                 | -    | -     | -     | -       | -       | 130     |
| モンタナ・レールリンク                       | -    | -     | -     | -       | -       | 16      |
| ノーフォーク・サザン鉄道                     | 80   | -     | 68    | -       | 130     | -       |
| サザン・ペルー・カッパー                     | 2    | -     | -     | -       | -       | -       |
| カンザス・シティ・サザン・ド・メキシコ (TFM) | -    | -     | -     | 75      | -       | 15      |
| ユニオン・パシフィック鉄道                   | -    | -     | 1455  | -       | -       | 318     |